# Pylon

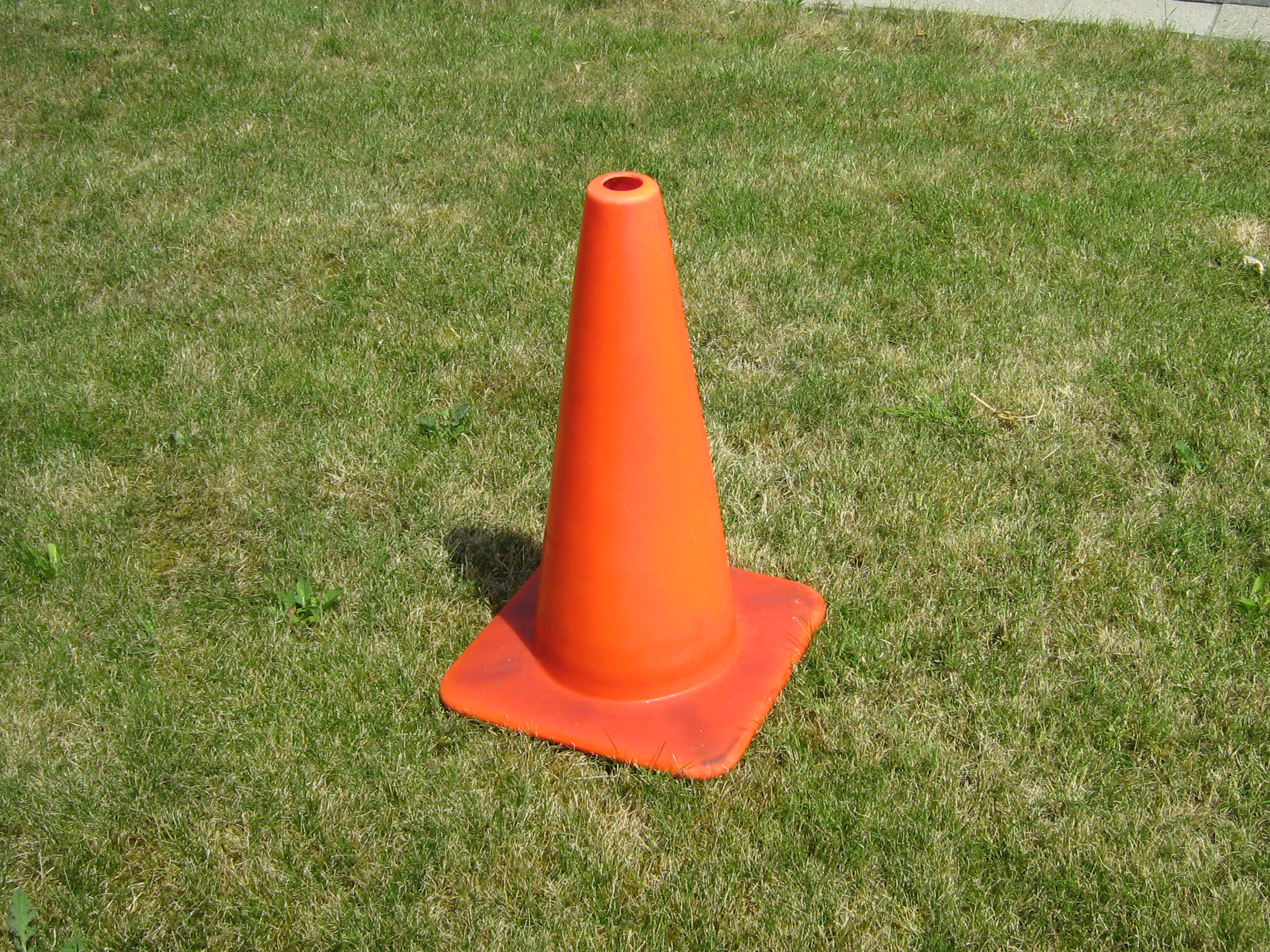
Pylon

Een pylon of verkeerskegel is een zichtbare markering, die vaak gebruikt wordt bij wegwerkzaamheden of tijdens sporttrainingen.
Meestal is de pylon gemaakt van zacht materiaal. De pylon is niet bedoeld om het verkeer fysiek tegen te houden (zoals een amsterdammertje), maar dient vooral om duidelijk zichtbaar te maken dat een deel van de weg is afgezet. De pylonen kunnen eenvoudig op elkaar gestapeld worden.
Bij sporttrainingen worden pylonen gebruikt om delen van het veld of parcoursen te markeren.

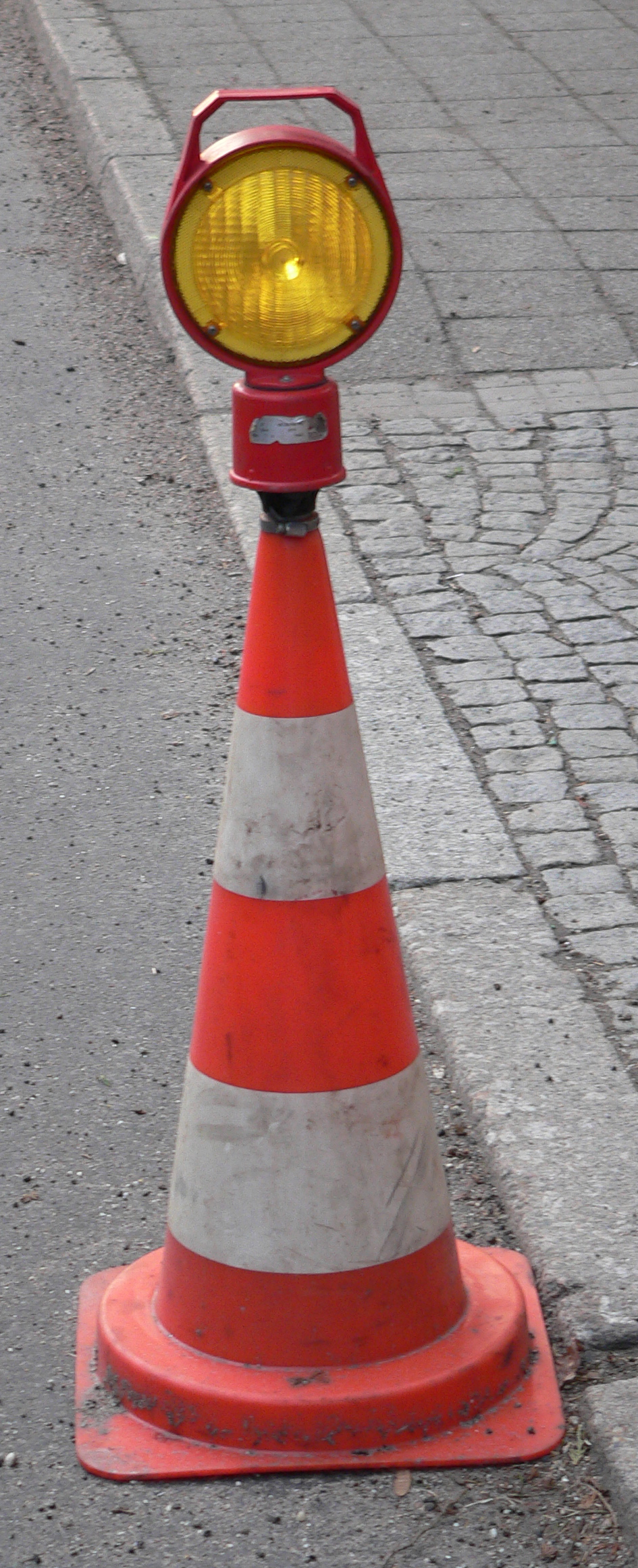
Een pylon met een knipperlicht
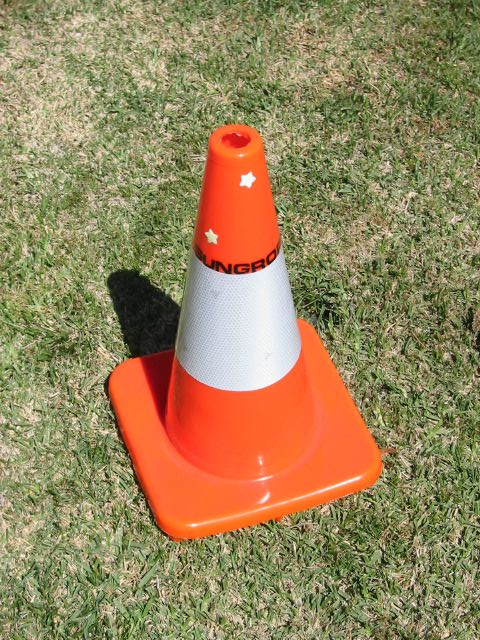
Een pylon met een reflecterend deel